# Duguetia elliptica
Duguetia elliptica är en kirimojaväxtart som beskrevs av Robert Elias Fries. Duguetia elliptica ingår i släktet Duguetia och familjen kirimojaväxter. Inga underarter finns listade i Catalogue of Life.